# ویلبورگشتتن
ویلبورگشتتن (به آلمانی: Wilburgstetten) یک شهر در آلمان است که در آنسباخ واقع شده‌است.

## خواهرخوانده
شهر Wittenbach خواهرخواندهٔ ویلبورگشتتن هست.